# شيلتون جونز
شيلتون جونز (بالإنجليزية: Shelton Jones) مواليد 4 أبريل 1966 في كوبيغ، هو لاعب كرة سلة أمريكي سابق. بدأ مسيرته الاحترافية في سنة 1988. تم اختياره من قبل فريق سان أنطونيو سبرز خلال الدرافت. يبلغ طوله 6 قدم 9 بوصة (2.1 م). اعتزل اللعب في 2004.

## المسيرة الاحترافية
لعب مع سان أنطونيو سبرز في سنة 1988، ثم لعب مع غولدن ستايت ووريورز في سنة 1988، ثم لعب مع فيلادلفيا سفنتي سيكسرز في سنة 1989، ثم لعب مع رير فينيزيا مستري في سنة 1993، ثم لعب مع فيرتوس روما في الدوري الإيطالي في موسم 1993–1994.

## روابط خارجية
- شيلتون جونز على موقع إن بي أي (الإنجليزية)
- شيلتون جونز على موقع سبورتس رفرنس (الإنجليزية)
- شيلتون جونز على موقع الدوري الإسباني لكرة السلة (الإسبانية)
- شيلتون جونز على موقع كرة السلة الأوروبية.كوم (الإنجليزية)
- شيلتون جونز على موقع كلية كرة السلة في سبورتس رفرنس.كوم (الإنجليزية)
- شيلتون جونز على موقع ريلجم (الإنجليزية)
- شيلتون جونز على موقع بروبوليرز (الإنجليزية)
- شيلتون جونز على موقع سبورتس رفرنس (الإنجليزية)